# 136273 Csermely
136273 Csermely è un asteroide della fascia principale. Scoperto nel 2003, presenta un'orbita caratterizzata da un semiasse maggiore pari a 2,4502946 au e da un'eccentricità di 0,1938180, inclinata di 11,49828° rispetto all'eclittica.